# 奕詥
鍾端郡王奕詥（1844年3月14日—1868年12月17日），愛新覺羅氏，清朝道光帝第八子。咸丰帝即位封为锺郡王。

## 生平
奕詥生于道光二十四年（1844年）正月廿六，生母是琳妃乌雅氏，他是奕譞的同母弟弟，奕詥被封为钟郡王。同治帝即位，命免宴见叩拜、奏事书名。同治三年，分府，仍廷内行走。同治七年（1868年）十一月初四，奕詥病死，谥号端，无子。
以恭忠亲王奕訢子载瀅为后，袭贝勒。载瀅因事被夺爵位，仍归于奕訢一脉。又以醇贤亲王奕譞子载涛为后，袭贝勒，加郡王衔。

## 家庭

### 妻妾
- 嫡福晉鈕祜祿氏，一等侯崇恩之女，嘉慶帝孝和睿皇后之侄孫女。同治三年十二月二十四日，廣儲司皮庫為領取成做鐘郡王迎娶福晉應用羊角燈需用物料工價之事上奏。同治七年十一月十四日，同治帝同意钟郡王福晋所请，将载滢给予钟郡王为嗣且承袭贝勒的要求。同治十年十二月二十七日，廣儲司皮庫為領取修理鐘郡王福晉金棺前，安設伍供燈皮等項需用銀兩工價之事上奏。

### 子女
- 第一承继子：已革郡王衔多罗贝勒载瀅，咸丰十一年二月初一日亥时出生，和硕恭亲王侧福晋薛佳氏，文汇之女所生，同治七年十一月奉旨过继为嗣，光绪二十六年九月因罪革爵，仍归本支。

- 第二承继子：郡王衔多罗贝勒载涛，光绪十三年五月初三日寅时出生，醇贤亲王之侧福晋刘佳氏，五品典卫德庆之女所生。光绪二十三年四月奉旨过继与过继与贝勒衔固山贝子奕谟为嗣，二十八年六月奉懿旨载涛承继钟端郡王奕詥为嗣，并承袭贝勒。嫡夫人姜佳氏大学士崇礼之女，庶夫人周佳氏德喜之女。五子：第一子未有名，第二子头等顶戴溥佳，第三子头品顶戴溥侒，第四子头品顶戴溥伸，第五子溥僖。载涛死于1970年，享年84歲。

## 延伸阅读
[在维基数据编辑]
 《清史稿·卷228》
 《清史稿·卷221》，出自趙爾巽《清史稿》